# Pseudopsodos placilla
Pseudopsodos placilla är en fjärilsart som beskrevs av Druce 1893. Pseudopsodos placilla ingår i släktet Pseudopsodos och familjen mätare. Inga underarter finns listade.